# آندريه كروز
اندريه كروز (بالبرتغالية:André Alves da Cruz) هو أندريه ألفيس دا كروز، ولد في 20 سبتمبر 1968 في بيراسيكابا، ساو باولو في البرازيل، لاعب كرة قدم برازيلي سابق، شارك مع منتخب بلاده في كأس العالم 1998.

## روابط خارجية
- آندريه كروز على موقع الاتحاد الدولي (مؤرشف)  (الإنجليزية)
- آندريه كروز على موقع قاعدة بيانات كرة القدم.إي يو (الإنجليزية)
- آندريه كروز على موقع ناشيونال فوتبول تيمز (الإنجليزية)
- آندريه كروز على موقع Soccerway.com (الإنجليزية)
- آندريه كروز على موقع عالم كرة القدم.نت (الإنجليزية)
- آندريه كروز على موقع أوليمبيديا (الإنجليزية)
- آندريه كروز على موقع اللجنة الأولمبية البرازيلية (البرتغالية)